# Mama Cura
Mama Cura o Ipacura è una delle quattro sorelle che, secondo la leggenda mitica degli Ayar componevano le coppie primordiali, preposte alla nascita e allo sviluppo della nazione inca. 
Secondo questi racconti mitici, meticolosamente trascritti da Pedro Sarmiento de Gamboa nella sua "Historia indica", quattro coppie adulte di fratelli e sorelle sarebbero uscite da una grotta dell'altipiano andino, create dal dio creatore Viracocha con lo scopo di rigenerare la specie umana.
Durante la lunga peregrinazione dei futuri inca, tre dei componenti di sesso maschile avrebbero abbandonato la compagnia più o meno tragicamente e l'unico sopravvissuto, assunto il nome di Manco Cápac, avrebbe fondato la città del Cuzco assieme alle sorelle. Egli avrebbe preso per moglie una di esse, Mama Ocllo, ma avrebbe accolto anche le altre nella sua piccola corte.
Juan Diez de Betanzos precisa esplicitamente, nella sua cronaca, che Manco si sarebbe astenuto da ogni rapporto con le sorelle ad eccezione ovviamente di Mama Ocllo che gli avrebbe generato due figli. I miti in questione non contengono altri particolari relativi a Mama Cura, divulgandosi invece sulle vicende di Manco quale fondatore dell'etnia inca.